# Paradeudorix canescens
Paradeudorix canescens is een vlinder uit de familie van de Lycaenidae. De wetenschappelijke naam van de soort is voor het eerst gepubliceerd in 1921 door James John Joicey en George Talbot.
De soort komt voor in Kameroen, Equatoriaal Guinea, Gabon, Congo-Brazzaville, Centraal Afrikaanse Republiek, Congo-Kinshasa, Oeganda en Tanzania.